# Arthur Reginald Chater
Arthur Reginald Chater CB, CVO, DSO, OBE, Croix de Guerre, britanski general, * 1896, † 1979.

## Življenjepis
Leta 1913 je vstopil v Kraljeve marince kot podporočnik. Med prvo svetovno vojno se je sprva boril na zahodni fronti (Flandrija), nato na Gallipoliju, v sestavi Velike flote in ponovno na zahodni fronti. Po vojni (1921-25) je bil dodeljen egiptovski vojski, nato (1925-31) pa Sudanskim obrambnim silam. V tem obdobju je postal poveljnik Sudanskega kamelskega korpusa (1927-30), kateremu je poveljeval v vojaških operacijah v Kordofanu (1929-30). Naslednja tri leta (1931-33) je bil višji častnik Kraljevih marincev pri East Indies Station, nato pa se je vrnil v sestavo Domovinske flote (1935-36). Leta 1937 je postal poveljnik Somalilandskega kamelskega korpusa, kateremu je poveljeval vse do leta 1940 in s katerim je sodeloval v bojih proti Italijanom, ko so le-ti napadli Britanski Somaliland iz Italijanske vzhodne Afrike. V letih 1941-43 je bil vojaški guverner in poveljnik enot v Britanskem Somalilandu, nato pa se je vrnil na britansko otočje, saj je postal poveljnik Portsmouthske divizije Kraljevih marincev (1943-44). V zadnjem delu vojne (1944-45) pa je bil direktor kombiniranih operacij za Indijo in jugovzhodno Azijo, nato pa MGGS (1945-46). Njegovo zadnje poveljniško mesto pa je bilo Chatmanski skupini Kraljevih marincev (1946-48). Pozneje je prevzel tudi več častnih nazivov: postal je član Honorary Corps of Gentleman-at-Arms (1949-66) in Harbinger (1952-66) ter častni poveljnik polka Somaliland Scouts (1948-58). Vstopil je tudi v politiko in postal član okrožnega sveta za Berkshire (1955-61). Bil je tudi član Angleško-somalijskega društva (1960-79). 
V sklopu Muzeja Kraljevih marincev se nahaja tudi njegova spominska plošča.

## Odlikovanja
- Spremljevalec reda kopeli (Companion of the Order of the Bath)
- Poveljnik kraljevega viktorijanskega redu (Commander of the Royal Victorian Order)
- Distinguished Service Order
- Častnik reda britanskega imperija (Officer of the Order of the British Empire)
- Croix de guerre (Francija)